# إيزي مولينا
إيزي مولينا (بالإنجليزية: Izzy Molina)‏ هو لاعب كرة قاعدة أمريكي، ولد في 3 يونيو 1971 في نيويورك في الولايات المتحدة.

## وصلات خارجية
- إيزي مولينا على موقعبيزبول رفرنس.كوم (الدوري الرئيسي) (الإنجليزية)
- إيزي مولينا على موقعبيزبول رفرنس.كوم (الدوري الثانوي) (الإنجليزية)